# NGC 438
NGC 438 (другие обозначения — ESO 296-7, MCG −6-3-29, IRAS01112-3810, PGC 4406) — спиральная галактика с перемычкой (SBb) в созвездии Скульптор. Открыта Джоном Гершелем в обсерватории, расположенной на мысе Доброй Надежды, в 1834 году. Описывается Дрейером как «тусклый, маленький, круглый объект с увеличивающейся к середине яркостью».
Расстояние до NGC 438 от Млечного Пути оценивается по красному смещению в 154 миллиона световых лет, поперечный размер — в 60 000 световых лет.
Этот объект входит в число перечисленных в оригинальной редакции «Нового общего каталога».